# Assis (Crateús)
Assis é um distrito do município brasileiro de Crateús, no interior do estado do Ceará. Segundo o censo demográfico de 2022, realizado pelo Instituto Brasileiro de Geografia e Estatística (IBGE), sua população era de 1 100 habitantes e havia 423 domicílios particulares permanentes ocupados. Foi criado pela lei municipal nº 218 de 6 de dezembro de 1996.
De acordo com o IBGE, em 2010 a população era de 1 298 habitantes e havia 595 domicílios particulares.